# Bosjes van Pex

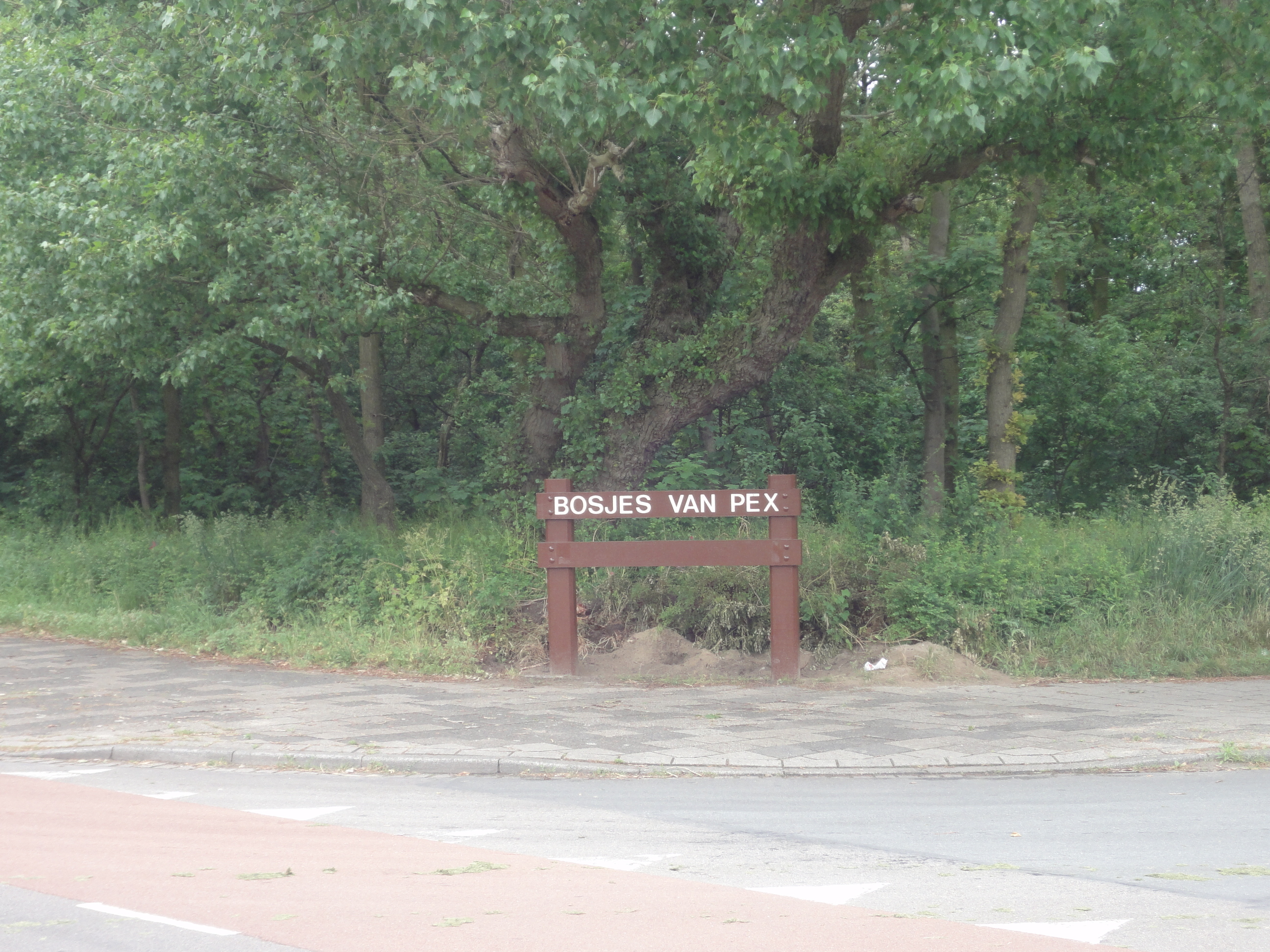
Bosjes van Pex

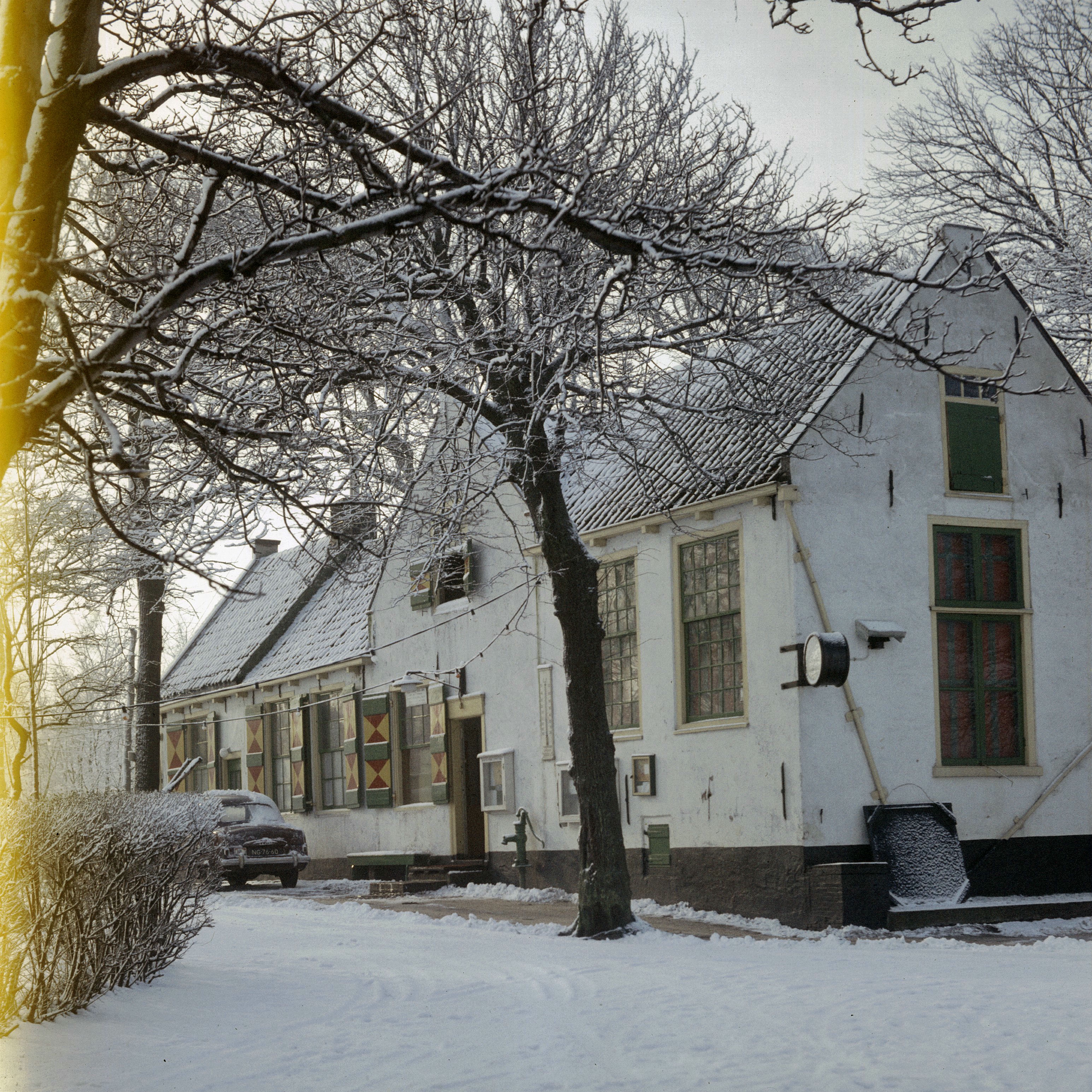
Boerderij Berg en Dal, nu hoofdkwartier van de gelijknamige tennisvereniging

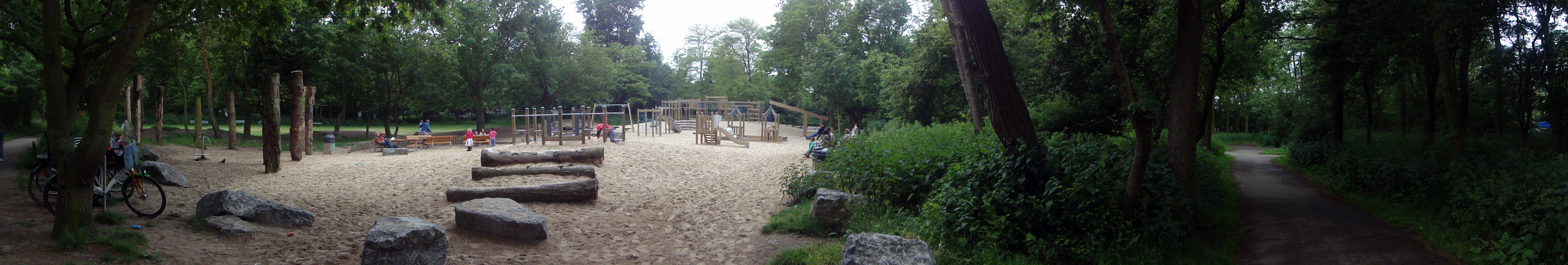
Strandvlakte bij de Bosjes van Pex

De Bosjes van Pex vormen een openbaar natuurgebied in Den Haag, dat behoort tot de wijk Bohemen en Meer en Bos.
Het 23,9 ha grote gebied bestaat uit een stuk oude strandwal en een stuk vochtige strandvlakte. Het ligt tussen de Sportlaan, het beschermde Natura-2000-gebied Wapendal en de Daal en Bergselaan. Het gebied maakt deel uit van de ecologische hoofdstructuur van Nederland.

## Geschiedenis
In de negentiende en twintigste eeuw lagen er in de bosjes drie boerderijen, van noord naar zuid Daal en Berg, Berg en Dal en De Wildhoef. Deze maakten deel uit van een rij van boerenwoningen van waaruit het Haagse en Loosduinse gebied op de grens van duin en geestgrond werd gecultiveerd. Van deze boerderijen zijn de namen bewaard gebleven in straatnamen van Zuidwest-Den Haag. De Bosjes van Pex zijn genoemd naar de familie Pex, die de boerderij Daal en Berg pachtte op een strandwal aan de zuidwestkant van Den Haag. De familie Pex woonde er enkele generaties en leefde van landbouw en veeteelt. De boerderij is in 1903 afgebrand, maar werd daarna weer opgebouwd. In de Tweede Wereldoorlog werden Daal en Berg en Wildhoef beide definitief afgebroken voor de bouw van de Atlantikwall. Tegenwoordig liggen er op die plaats sportvelden. Berg en Dal (al in de achttiende eeuw bekend) bleef gespaard en dient nu als hoofdkwartier van het gelijknamige tennisbanencomplex.
Tot 1811 viel het gebied onder Den Haag, maar daarna werd het aan de nieuwgevormde gemeente Loosduinen toegevoegd. Bij de opheffing van die gemeente in 1923 werd het weer bij Den Haag gevoegd. De wijk is grotendeels gerealiseerd op basis van het 'plan West' van de Dienst Stadsontwikkeling en Volkshuisvesting uit 1927. De voornaamste parken en natuurgebieden bleven behouden: de Bosjes van Pex en het ertegenover liggende duin-natuurgebied Wapendal. Wel werd in de jaren dertig een tennispark in het bos aangelegd.

## Sport

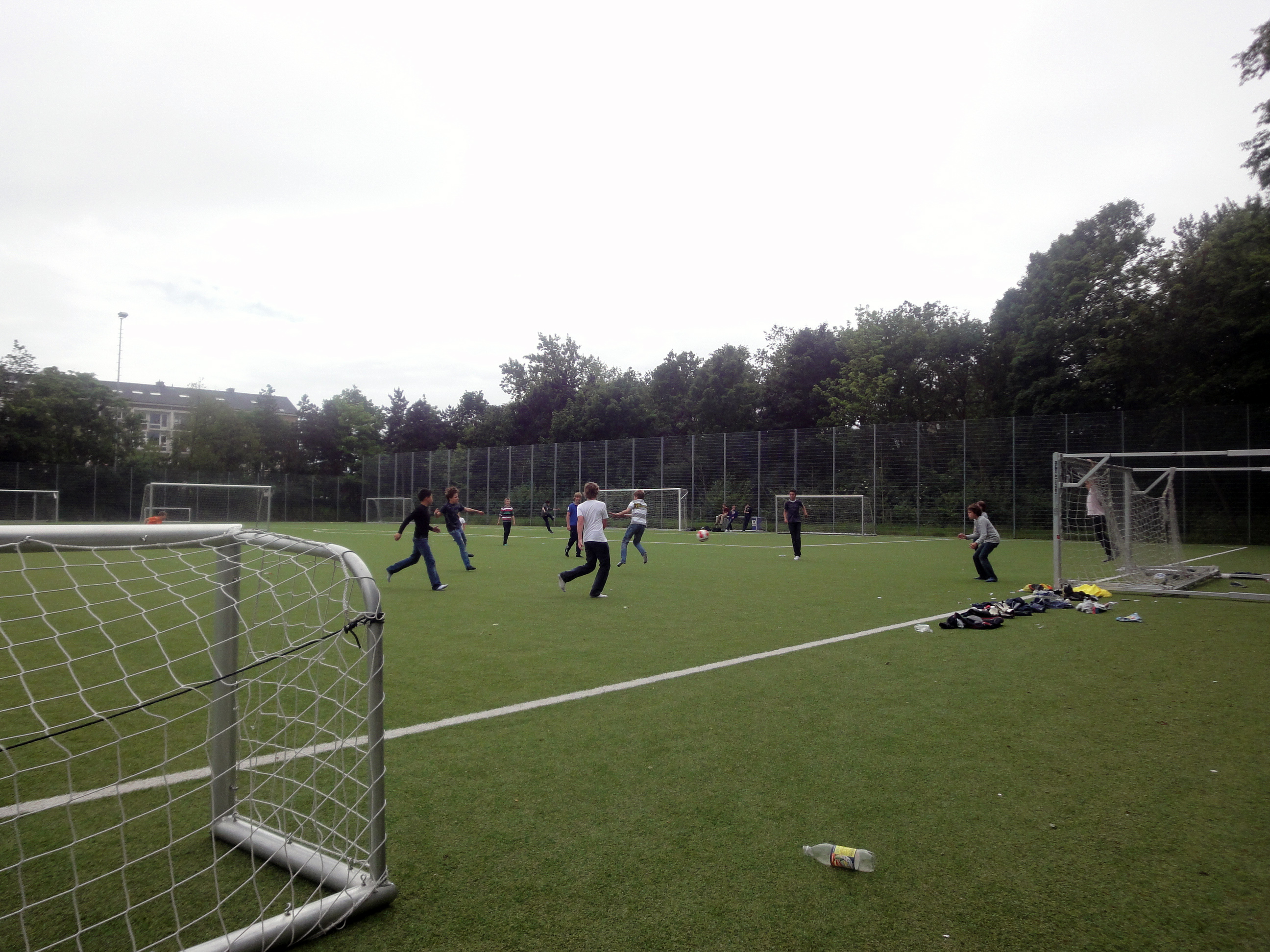
Een van de sportvelden bij de Bosjes van Pex

In de loop van de oorlog werd het hele bos gerooid en aan de zeekant werd een tankgracht gegraven, een onderdeel van de Atlantikwall. Na de oorlog werd een gemengd loofbos geplant en werd de wijk volgens het Basisplan Sportlaan van Willem Dudok opnieuw ingericht. Er werd naast het tennispark een sportveldencomplex aangelegd. Aan de zeekant loopt de Sportlaan. Sinds de oorlogsjaren is het sportgebied gestaag uitgebreid ten koste van het bos.
In de Bosjes van Pex zijn de volgende sportverenigingen gehuisvest: korfbalvereniging H.K.C. ALO, voetbal-, cricket- en hockeyvereniging HBS-Craeyenhout en voetbal- en cricketvereniging Quick. Deze beschikken samen over elf sportvelden. Daarnaast is er tennispark Berg en Dal en HTV Hanenburg, beide ruim negentig jaar oud en beide met openbaar restaurant. Samen beschikken ze over twaalf gravelbanen van verschillend formaat. Ook zijn zeeverkennersgroep Macdonald en scoutinggroep De Mohicanen in de Bosjes gevestigd, beide met een clubhuis. Verder is er een manege en een restaurant met klein zalencentrum. Er zijn twee grote parkeerterreinen, een met 125 en een met 50 plaatsen.
De Evert Wijtemaweg is het verlengde van de Pioenweg en loopt met een bocht naar de De Savornin Lohmanlaan. Dit weggetje is genoemd naar de oprichter en eerste voorzitter van de Nieuwe 's-Gravenhaagsche IJsvereniging, die de ijsbaan tussen de Bosjes en de Sportlaan exploiteerde. In de jaren zestig heeft de ijsbaan plaatsgemaakt voor voetbalvelden.

## Bereikbaarheid
In 1925 was buslijn 4, de eerste HTM-buslijn in Den Haag, de eerste verbinding die de Daal en Bergselaan aandeed. In 1940 kwam tramlijn 2 deels "boven" het bos te rijden, op de Sportlaan. Maar die moest in 1942 al verdwijnen voor de Atlantikwall, en kwam nooit terug. Tegenwoordig rijdt buslijn 24 op de Sportlaan, met drie haltes direct naast de Bosjes. Sinds 1928 rijden er ook trams "onder" het bos, op de Laan van Meerdervoort. De eerste was tramlijn 20, maar nu rijden RandstadRail 3 & 34 daar.